# Finale della Coppa delle Coppe 1995-1996
La finale della 36ª edizione della Coppa delle Coppe UEFA è stata disputata l'8 maggio 1996 allo stadio Re Baldovino di Bruxelles tra Paris Saint-Germain e Rapid Vienna. All'incontro hanno assistito circa 37 500 spettatori. La partita, arbitrata dall'italiano Pierluigi Pairetto, ha visto la vittoria per 1-0 del club francese.

## Il cammino verso la finale
Il Paris Saint-Germain di Luis Fernández esordì contro i norvegesi del Molde superando il turno grazie a un risultato complessivo di 6-2. Agli ottavi di finale gli scozzesi del Celtic furono battuti sia all'andata che al ritorno rispettivamente 1-0 e 3-0. Ai quarti Les Parisiens affrontarono gli italiani del Parma perdendo 1-0 al Tardini, ma ribaltando il risultato con un 3-1 al Parco dei Principi. In semifinale gli spagnoli del Deportivo La Coruña furono battuti sia all'andata che al ritorno col risultato di 1-0.
Il Rapid Vienna di Ernst Dokupil iniziò il cammino europeo contro i rumeni del Petrolul Ploiești vincendo con un risultato aggregato di 3-1. Agli ottavi i portoghesi dello Sporting Lisbona vinsero 2-0 in casa ma persero col medesimo risultato a Vienna. Nella proroga altre due reti degli austriaci garantirono il passaggio del turno al Rapid. Ai quarti di finale i Grün-Weiße affrontarono i russi della Dinamo Mosca superandoli con un complessivo 4-0. In semifinale gli olandesi del Feyenoord pareggiarono 1-1 a Rotterdam, ma furono travolti 3-0 nel retour match in Austria.

## La partita
A Bruxelles, a distanza di undici anni dall'ultima finale disputata e ricordata per la strage dell'Heysel, va in scena la finale tra il Paris Saint-Germain, alla sua prima finale di una competizione europea, e il Rapid Vienna, già vicecampione nel 1984-1985. I giocatori austriaci non si esprimono al meglio delle loro qualità e non impensieriscono più di tanto l'estremo difensore francese Bernard Lama. Intorno alla mezz'ora Youri Djorkaeff appoggia sulla destra per Bruno N'Gotty che lascia partire un potente tiro. La deviazione di ginocchio di Peter Schöttel mette fuori causa il portiere Michael Konsel, reduce dell'altra finale giocata dal Rapid nel 1985, regalando il primo trofeo continentale ai transalpini.

## Tabellino
| Arbitro: | Pierluigi Pairetto |

|             |           |  |
| N'Gotty 28’ | Marcatori |  |

| Paris Saint-Germain | Rapid Vienna |

| Paris Saint-Germain   |    |                   |     |     |
|                       |    |                   |     |     |
| P                     | 1  | Bernard Lama      |     |     |
| D                     | 2  | Paul Le Guen      |     |     |
| D                     | 3  | Patrick Colleter  |     |     |
| D                     | 4  | Bruno N'Gotty     | 71’ |     |
| D                     | 5  | Alain Roche       |     |     |
| A                     | 6  | Youri Djorkaeff   |     |     |
| C                     | 7  | Daniel Bravo      |     |     |
| C                     | 8  | Vincent Guérin    |     |     |
| C                     | 9  | Laurent Fournier  | 56’ | 78’ |
| C                     | 10 | Raí               |     | 12’ |
| A                     | 11 | Patrice Loko      |     |     |
| Sostituzioni:         |    |                   |     |     |
| D                     | 12 | Francis Llacer    |     | 78’ |
| A                     | 15 | Julio Dely Valdés |     | 12’ |
| Allenatore:           |    |                   |     |     |
| Luis Miguel Fernández |    |                   |     |     |

| Rapid Vienna  |    |                  |     |     |
|               |    |                  |     |     |
| P             | 1  | Michael Konsel   |     |     |
| D             | 2  | Michael Hatz     | 54’ |     |
| D             | 3  | Peter Guggi      |     |     |
| D             | 4  | Peter Schöttel   | 37’ |     |
| D             | 5  | Trifon Ivanov    |     |     |
| C             | 6  | Peter Stöger     | 84’ |     |
| C             | 7  | Dietmar Kühbauer |     |     |
| C             | 8  | Stefan Marasek   |     |     |
| A             | 9  | Carsten Jancker  | 34’ |     |
| A             | 10 | Christian Stumpf |     | 46’ |
| C             | 11 | Andreas Heraf    | 67’ |     |
| Sostituzioni: |    |                  |     |     |
| D             | 13 | Zoran Barišić    |     | 46’ |
| Allenatore:   |    |                  |     |     |
| Ernst Dokupil |    |                  |     |     |